# Иванаево (Татарстан)
Иванаево (Иванай, Туплат) — деревня в Рыбно-Слободском районе Республики Татарстан на правом притоке реки Шумбутка в 40 километрах к северо-востоку от поселка городского типа Рыбная Слобода.

## История
По преданию, основана в XVII веке выходцами из соседнего села Козяково-Челны, старокрещенными татарами. Известно с 1714 года.
До 1860-х годов жители относились к категории государственных крестьян. Занимались земледелием, разведением скота, бондарным промыслом, портняжничеством. В начале 20 века в Иванаево работали церковно-приходская школа, 2 водяные мельницы, 4 мелочные лавки. В этот период земельный надел сельской общины составлял 792 десятин.
До 1920 деревня входила в Шумбутскую волость Лаишевского уезда Казанской губернии. С 1920 года в составе Лаишевского кантона Татарской АССР. С 1927 года в Рыбно-Слободском районе, с 01.02.1963 в Мамадышском районе. В 1965 году вновь включено в состав Рыбно-Слободского района.

## Население
| 1782      | 1859 | 1897 | 1908 | 1920 | 1926 | 1938 | 1949 | 1958 | 1970 | 1989 | 2002 | 2010 |
| --------- | ---- | ---- | ---- | ---- | ---- | ---- | ---- | ---- | ---- | ---- | ---- | ---- |
| 58 (муж.) | 327  | 642  | 819  | 753  | 742  | 727  | 576  | 458  | 509  | 307  | 229  | 177  |

## Известные уроженцы
- Яковлев, Алексей Ефимович (1903—1991) — советский военный деятель, генерал-лейтенант. Кандидат военных наук.[4][5][6]